# Vila Karola
Vila Karola je novogotická vila v Mělníce na návrší nedaleko zámku.

## Historie
Investorem domu byl mělnický okresní tajemník František Vinkler a vilu pojmenoval po své manželce Karolíně. Vinkler prováděl v hospodářské záložně v Mělníce dlouhodobě rozsáhlé defraudace a vila byla po určitou dobu pejorativně nazývána Kradlovka.
Stavba se skládá ze dvou architektonicky jednotně pojatých objektů: první z nich – čp. 41 – byl vybudován v roce 1876, druhý – čp. 40 – pak v roce 1886.
Od roku 1958 je celá vila chráněna jako kulturní památka. Od roku 1981 do roku 2020 v budově sídlila Městská knihovna Mělník. V roce 2010 byla provedena oprava fasády vily, v letech 2021–22 pak rekonstrukce interiérů, v souvislosti se kterou byla fasáda znovu obnovena. Od roku 2022 objekt slouží základní umělecké škole.
V dubnu 2023 byl u vily umístěn poesiomat.

## Architektura
Budova byla postavena podle architektonického návrhu Aloise Filcíka, stavbu provedl stavitel Dobroslav Klusáček. Stavba stojí na komplikovaném půdorysu, hlavní (starší) budova je patrová, novější dostavba má pouze polopatro. Fasáda v neogotickém stylu je bohatě zdobená: zubatá cimbuří a tudorské oblouky byly zjevně inspirovány romantickou anglickou (tzv. tudorskou) gotikou. Zatímco v exteriéru se dochovaly i některé cenné drobnější prvky (táflování špalet, mříže, u novějšího křídla i dveře), a ty nedochované (okna, dveře) byly nahrazeny kvalitními replikami, z původního interiéru se nezachovalo nic.